# Spasoje Bulajič
Spasoje Bulajič (Slovenj Gradec, 24 november 1975) is een Sloveens voormalig voetballer die speelde als verdediger.

## Carrière
Bulajič speelde in de jeugd van NK Rudar Velenje en maakte in 1992 zijn debuut voor de club. Hij speelde van 1994 tot 1996 voor NK Celje maar werd in 1995 uitgeleend aan Olimpija Ljubljana. Daarna speelde hij voor NK Maribor vooraleer hij naar Duitsland trok, in Duitsland speelde hij voor 1. FC Köln en 1. FSV Mainz 05. Hij keerde terug naar zijn thuisland en ging spelen voor NS Mura. Hij ging daarna spelen voor AEL Limassol en AE Paphos; in 2009 eindigde hij zijn carrière bij NK Celje.
Hij speelde 26 interlands voor Slovenië waarin hij een keer kon scoren; hij nam deel aan het WK voetbal 2002.

## Erelijst
- NK Maribor
  - Landskampioen: 1997, 1998
  - Sloveense voetbalbeker: 1997
- AEP Paphos
  - B' Kategoria: 2008

1 Simeunovič ·
2 Sankovič ·
3 Milinovič ·
4 Vugdalić ·
5 Galič ·
6 Knavs ·
7 Novak ·
8 A. Čeh  ·
9 Osterc ·
10 Zahovič ·
11 Pavlin ·
12 Dabanovič ·
13 Rudonja ·
14 Gajser ·
15 Tavčar ·
16 Tiganj ·
17 Pavlović ·
18 Ačimovič ·
19 Karič ·
20 N. Čeh ·
21 Cimirotič ·
22 Nemec ·
23 Bulajič ·
Coach: Katanec